# Haubold von Einsiedel (Politiker)
Haubold von Einsiedel (* 14. Juli 1792 in Prießnitz; † 1. März 1867 ebenda) war ein deutscher Rittergutsbesitzer, Abgeordneter und Landrat.

## Leben
Haubold von Einsiedel war der Sohn des Rittergutsbesitzers auf Prießnitz August Abraham von Einsiedel (* 26. November 1742; † 21. November 1816) und dessen Ehefrau Karoline Luise Eleonore geborene von Nostitz (* 26. November 1764; † 17. August 1823).
Haubold von Einsiedel war Rittergutsbesitzer auf Rittergut Prießnitz und Rittergut Schönau. 1821 erwarb er das Rittergut Leumnitz vom Kaufmann Christian Friedrich Tilly. Als Rittergutsbesitzer gehörte er den Landständen von Reuß jüngerer Linie an. Nach der Märzrevolution gehörte er 1848 zu den fünf altständigen Abgeordneten im Landtag Reuß jüngerer Linie. Am 4. Dezember 1848 legte er das Mandat nieder und Gustav Adolf von der Planitz wurde für ihn gewählt.
Am 1. April 1837 wurde er zum Landrat im Landratsamt Gera ernannt. Ab dem 9. April 1839 war er zugleich Dirigent der sogenannten Ablösungskommission. Am 20. September 1850 wurde er auf eigenen Wunsch in den Ruhestand versetzt.
Er war Major in der Königlich Sächsischen Armee. Am 26. Oktober 1853 erhielt er das Komturkreuz II. Klasse des Herzoglich Sachsen-Ernestinischen Hausordens.

## Familie

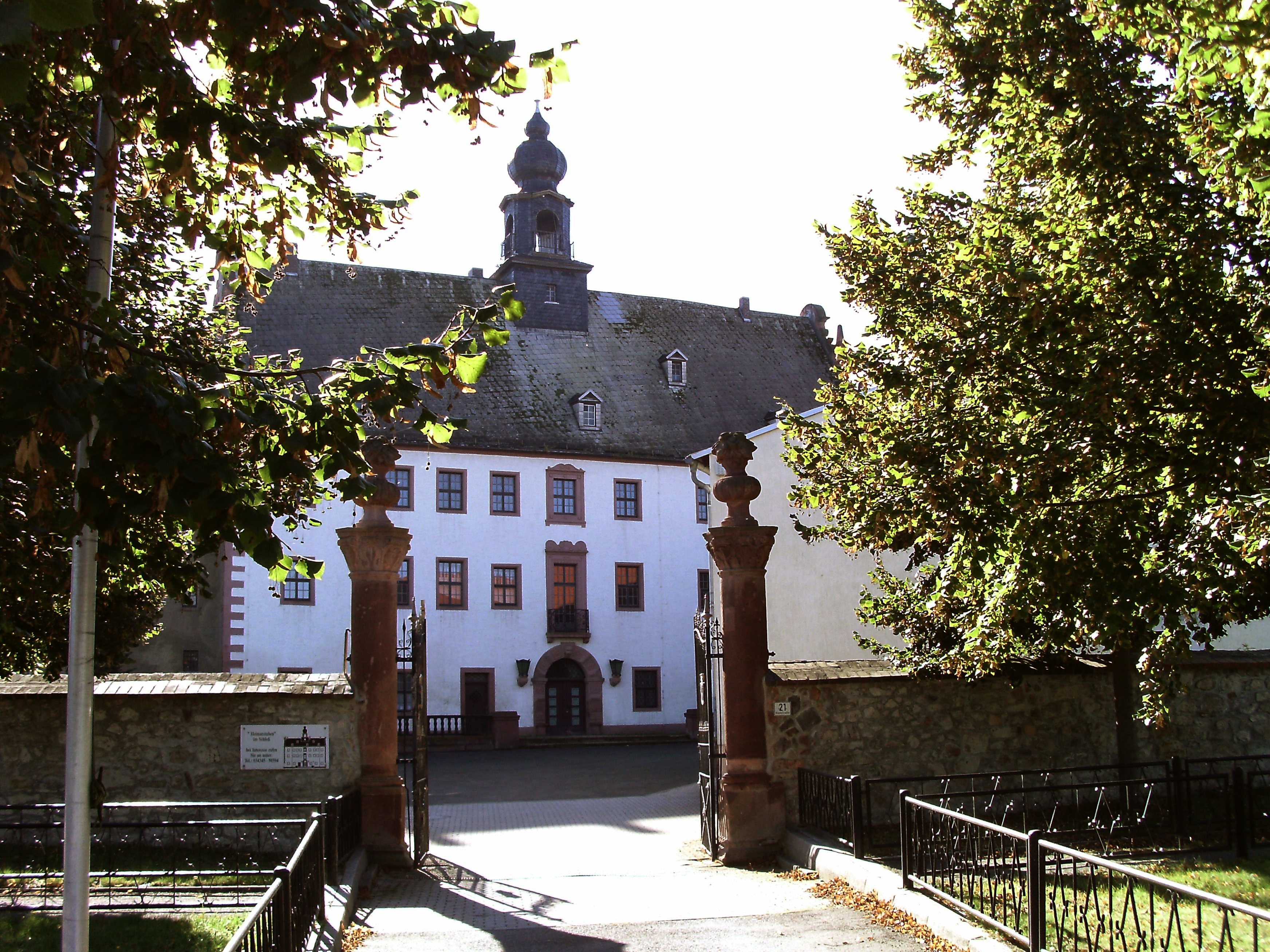
Schloss Prießnitz

Einsiedel heiratete am 31. Juli 1818 in Flößberg Henriette Angelika geborene von Schlieben (* 2. Februar 1802 in Langensalza; † 1. April 1866 in Prießnitz), die Tochter des Direktors der Kameralvermessung und Oberlandfeldmessers Ernst Wilhelm August von Schlieben und der Ernestine Friedrike von Glaffey. Das Paar hatte mehrere Kinder:
- Detlev August (* 1819; † 1893) ⚭ Therese Klara Weber (* 1836)
- Heinrich Oskar (* 1821; † 1907), Großherzoglich Luxemburgischer Kammerherr und Hauptmann a. D. ⚭ Emma Wilhelmine Poel (* 1842; † 1896)
- Theodora Antoinette (1823–1867) ⚭ Hans August von Elterlein († 1875)
- Tuiska (Anna) (1825–1907) ⚭ August Carl Ernst von Werlhof (1809–1895)
- Horst (Hildebrand) (1827–1883) ⚭ Friederike (Wilhelmine) von Behr (1838–1912)